# アゼルバイジャン国家保安省
アゼルバイジャン国家保安省（Milli Təhlükəsizlik Nazirliyi；略称MTN）は、かつて存在していたアゼルバイジャン共和国の諜報機関、秘密警察。アゼルバイジャンにおけるソ連国家保安委員会（KGB）の後継機関で、現在の
アゼルバイジャン国家安全保安局の前身に当たる。

## 歴史
1991年3月、武装クーデターの結果、アゼルバイジャン人民戦線が権力を掌握した時、アゼルバイジャン・ソビエト社会主義共和国KGBの崩壊が始まった。KGBは国家保安省に改称され、人事粛清が始まり、スラブ系職員が追放された。当時、ロシア連邦防諜庁（FSK）とアゼルバイジャン国家保安省間には、ロシア帰国希望者の移管に関して合意に達していた。国家保安省にはアゼルバイジャン語の試験が導入され、不合格者は人事局の管轄下に送られた。この間、アゼルバイジャン人民戦線は、熟練した職員の代わりに自分達の支持者を集めた。
国家保安省からはテロ対策のような重要な機能が取り上げられ、内務省に移管された。その結果、1993年～1994年、アゼルバイジャンは国内外の敵の前に無防備となり、テロ事件が続発するようになった。
国家保安省の再生は、元KGB職員ゲイダル・アリエフの1993年の権力掌握と共に始まった。省改革の先頭に立ったのは、元KGB職員ナミク・アバソフだった。彼は職務不適合者を大量に解雇し、職務給制度を導入した（改革前は、地域と職務の「収益」に応じて変化していた）。解雇された職員の中には、次官級の高官やアリエフ大統領の側近も含まれていた。アバソフの権力増大を懸念した大統領アリエフは、軍事組織である国境警備隊を国家保安省の管轄から外し、国家国境庁として独立させた。
2015年12月14日、大統領イルハム・アリエフは同省を解散し国内任務を担う国家安全保安局と外国諜報機関を創設する法令に署名した。

## 歴代国家保安相
- イルフセイン・フセイノフ（アゼルバイジャン語版）（1991年9月 - 1992年5月）。元アゼルバイジャンSSR国家委員会委員長
- ファハドダイン・タフマゾフ（アゼルバイジャン語版）（1992年5月 - 1993年6月）
- ナリマン・イマノフ（アゼルバイジャン語版） （1993年6月 - 1994年10月）
- ナミク・アバソフ（1994年10月 -  2004年7月）。中将
- エルダル・マフムドフ（2004年7月 - 2015年10月）。中将
- マダート・グリエフ（アゼルバイジャン語版）（2015年12月14日 - ）。アゼルバイジャン国家英雄（アゼルバイジャン語版）